# Maison landaise

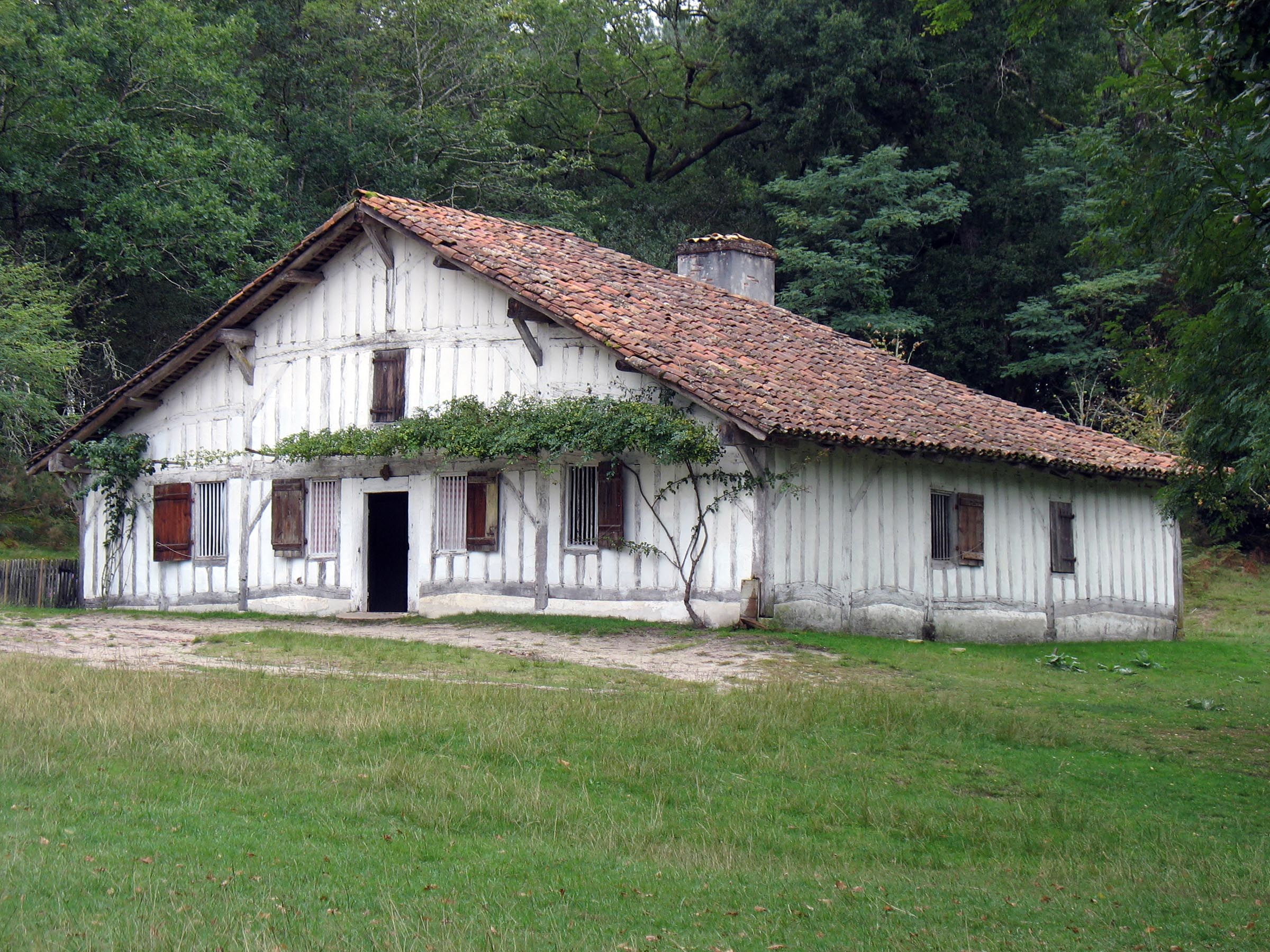
Maison landaise à colombage avec treille : la maison du meunier à Marquèze.

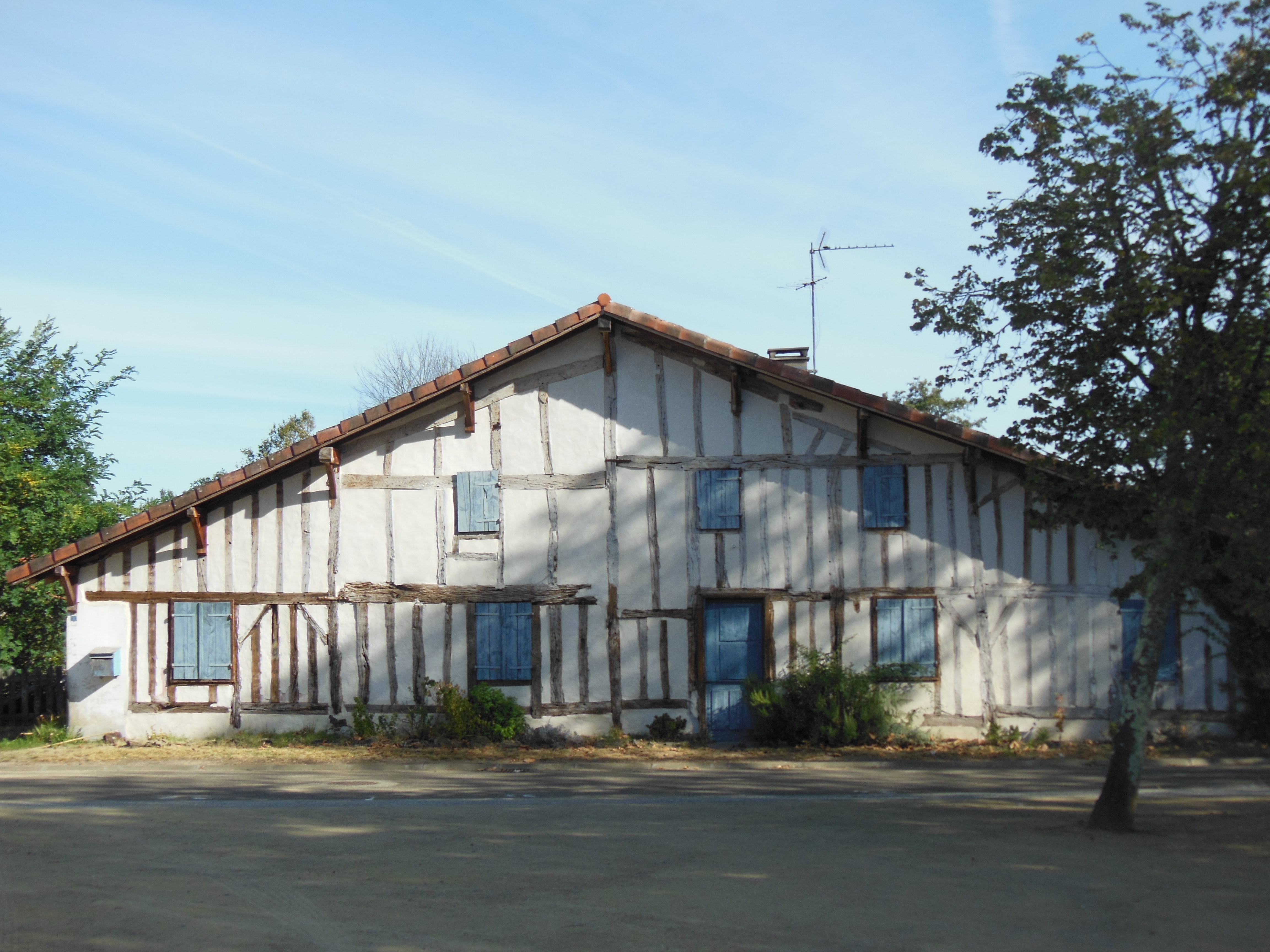
Maison landaise à Morcenx.

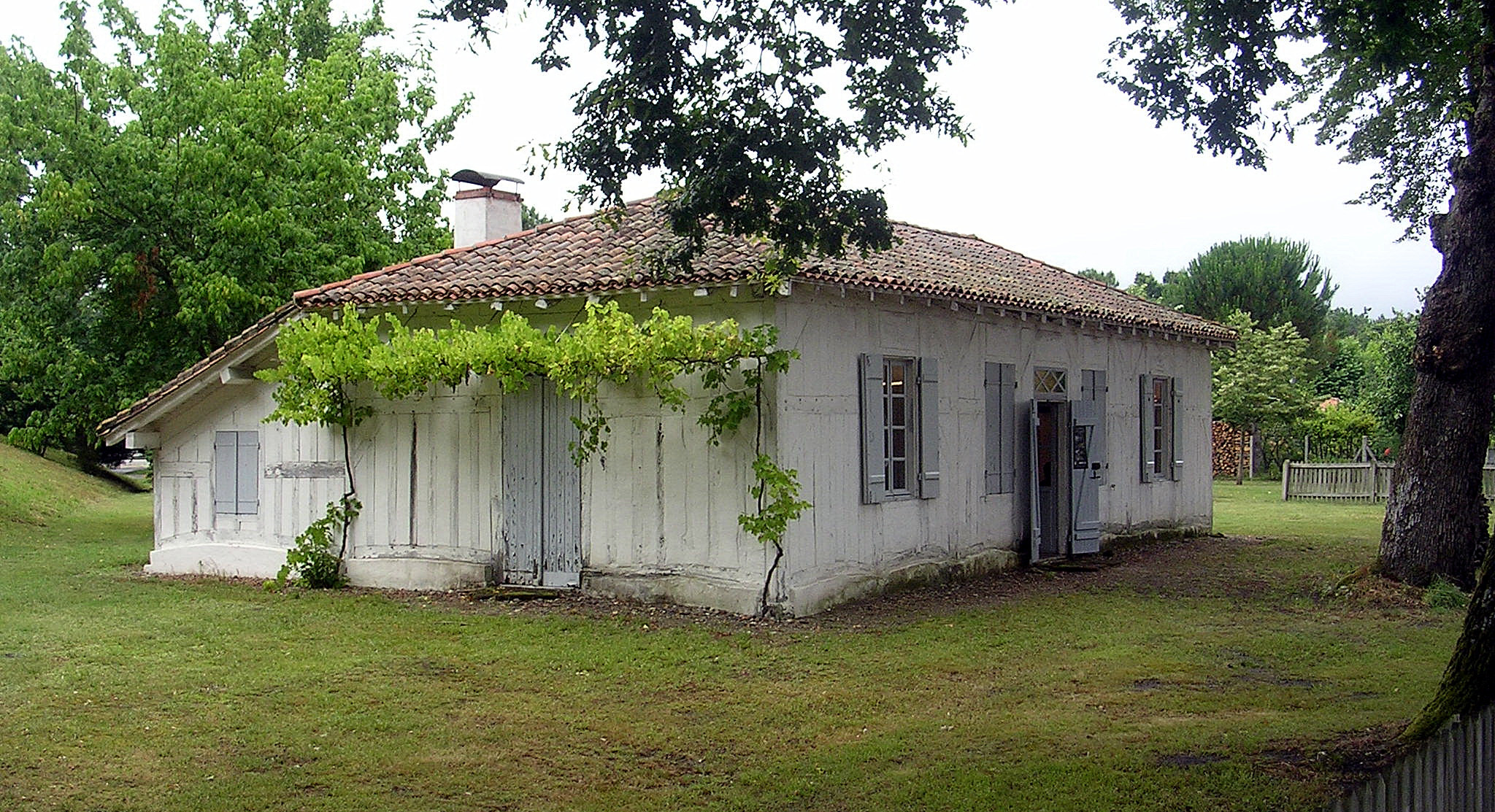
Maison de naissance de Félix Arnaudin à Labouheyre, l'actuelle maison de la photographie des Landes.

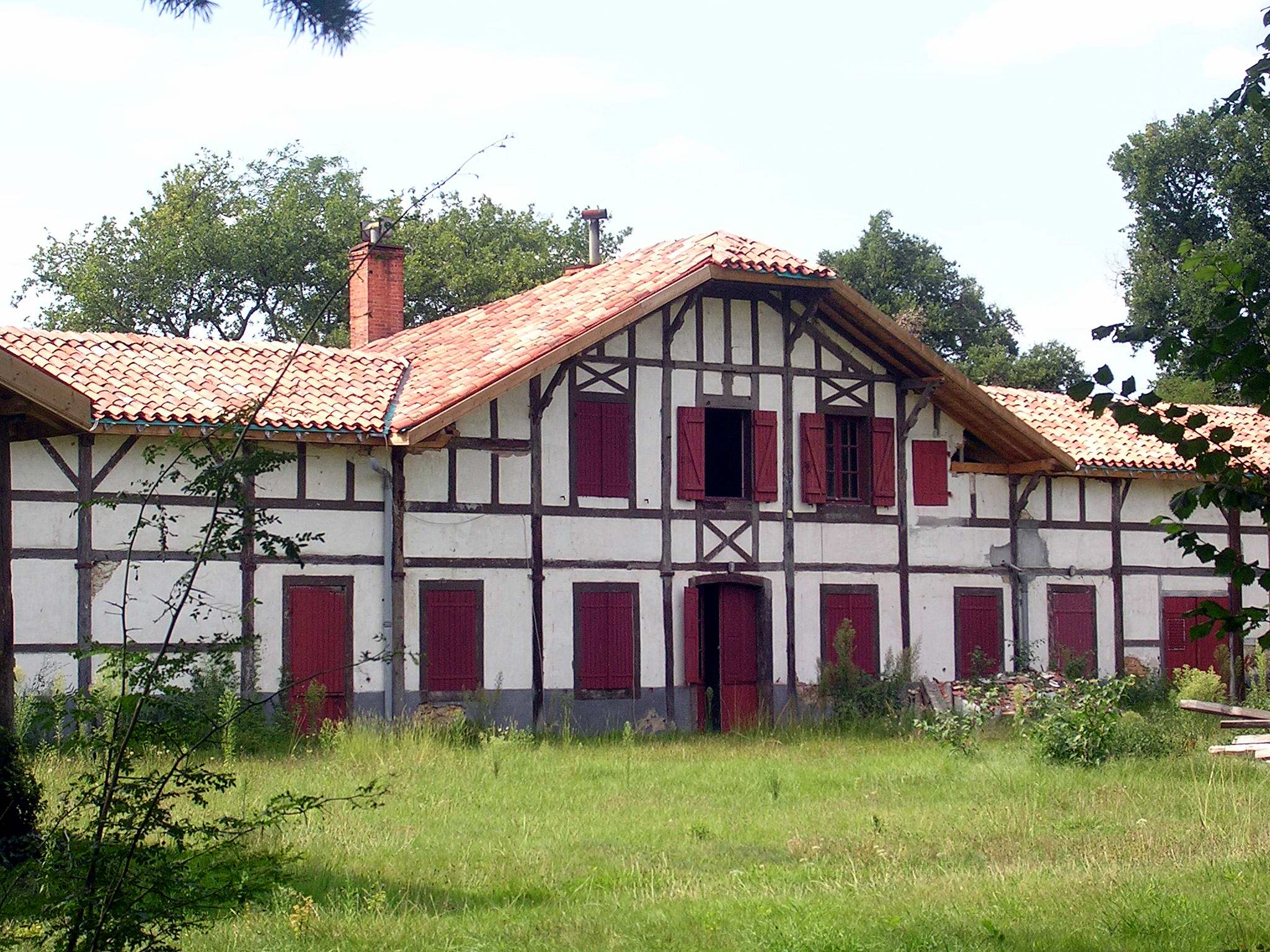
La ferme de Pouy à Solférino.

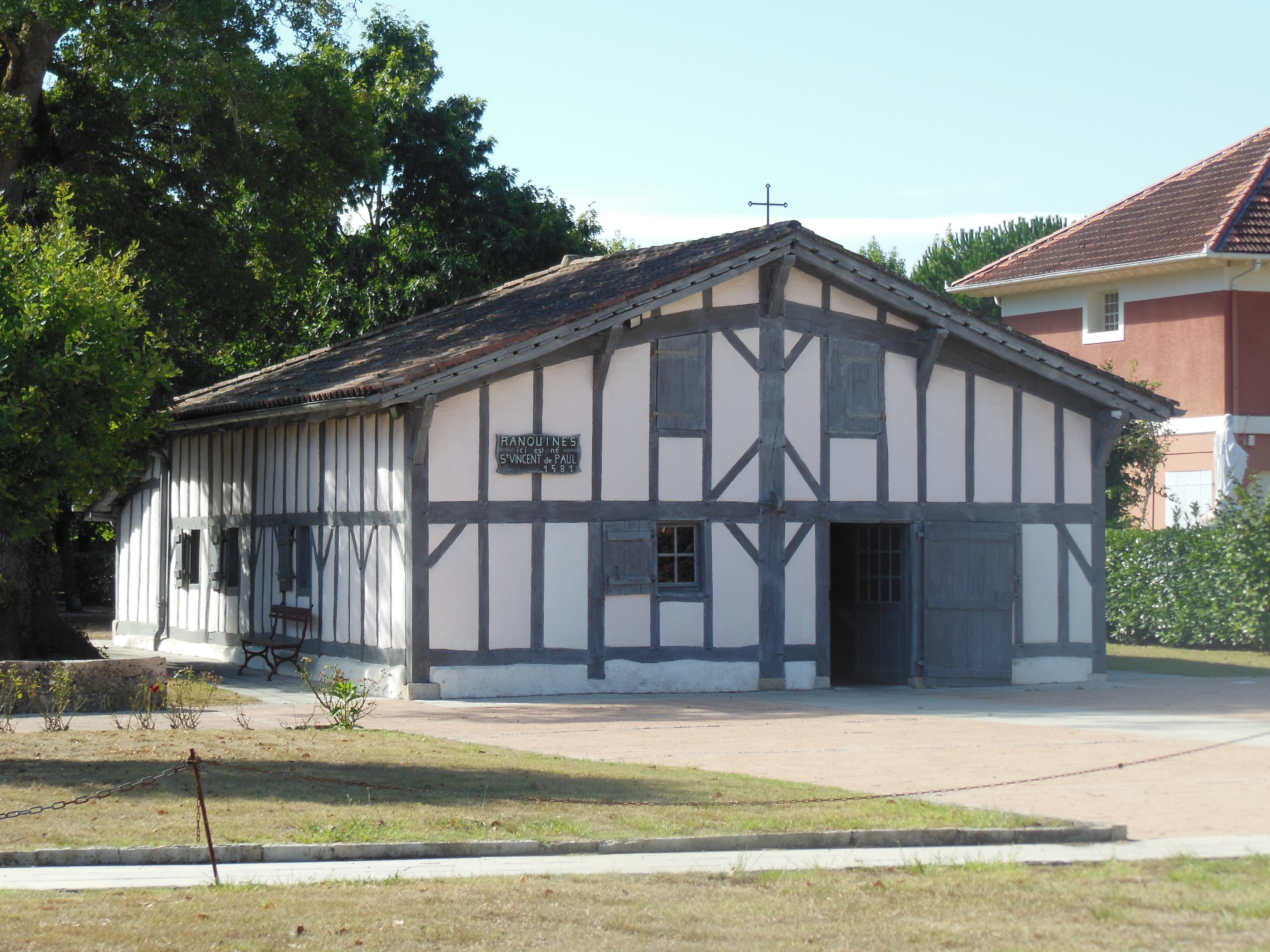
Ranquines, maison natale de Vincent de Paul.

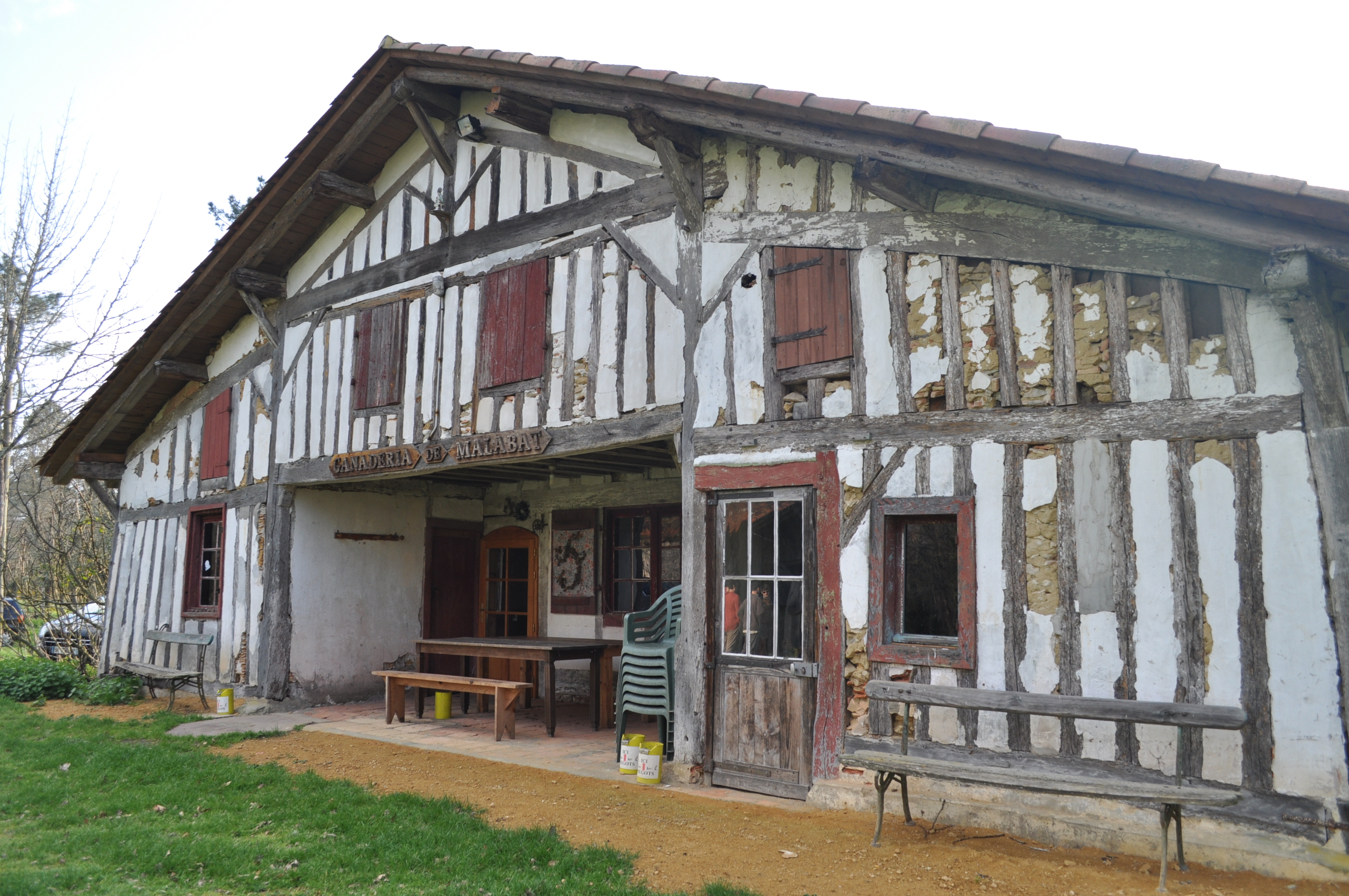
Ganadería de Malabat, à Brocas.

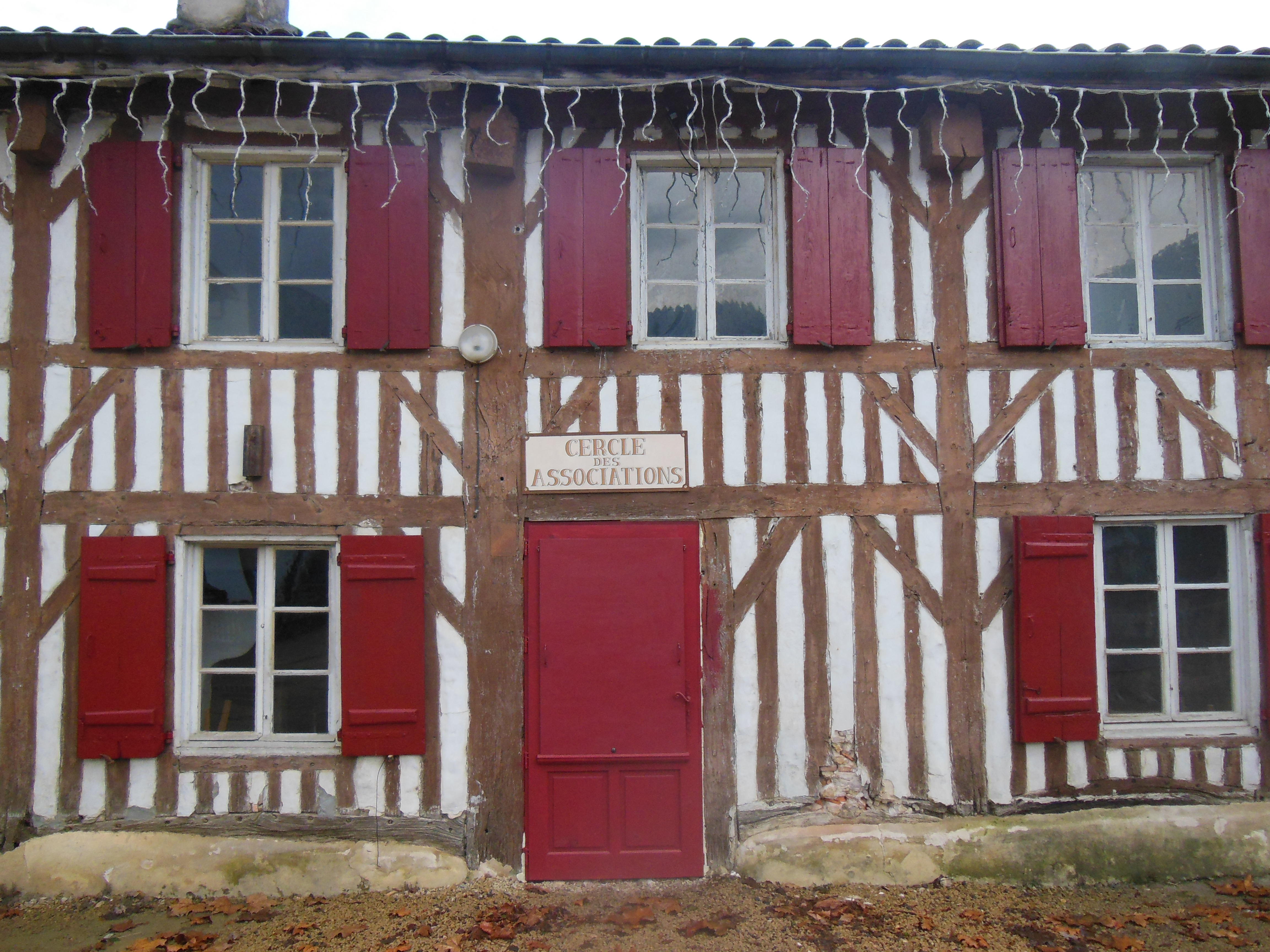
Cercle des associations de Garein.

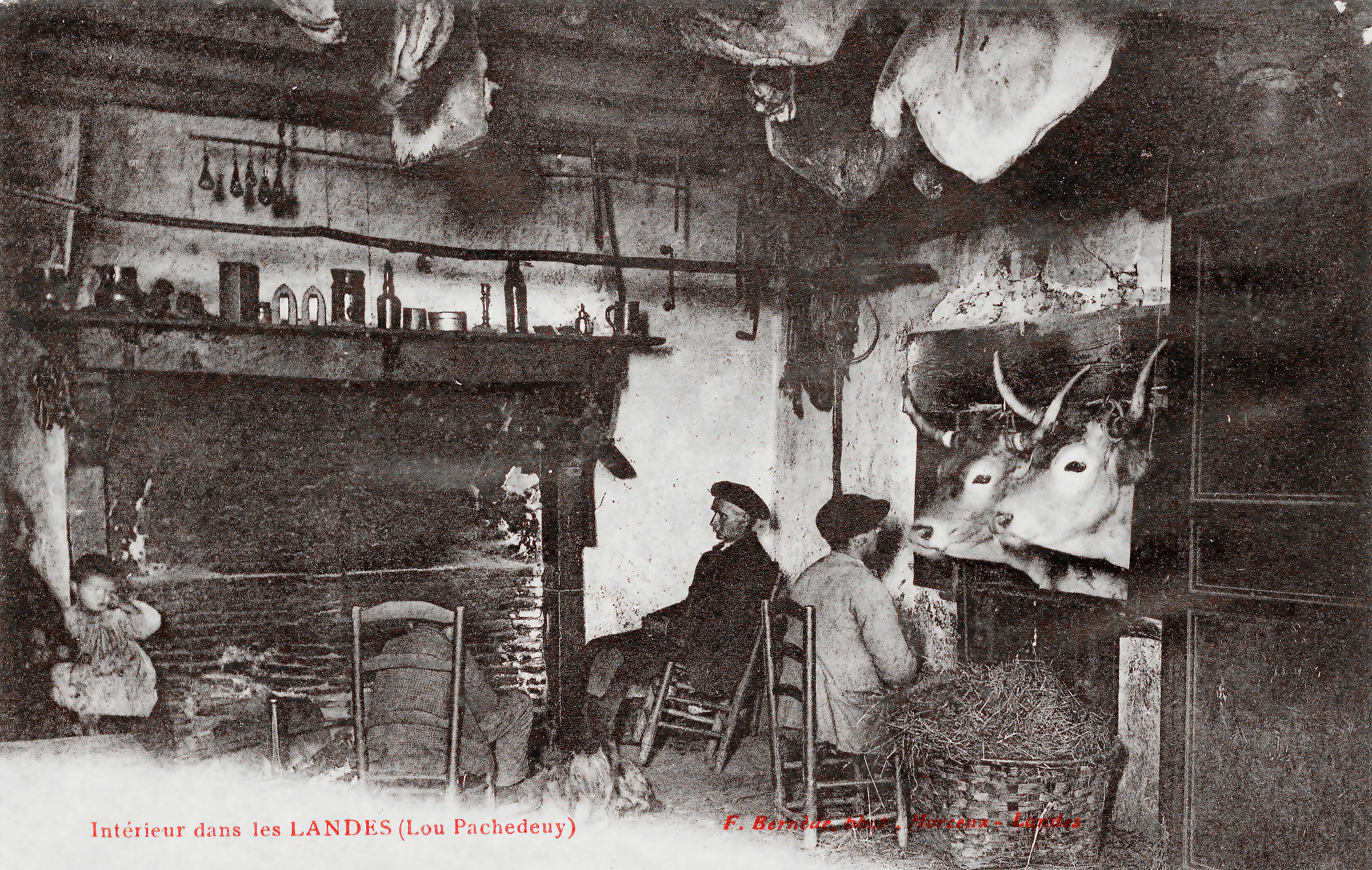
La vie à l'intérieur de l'oustaù : l'arristoun, Martin et Jouan, les deux bœufs, nourris avec un fourrage mêlé de son.

La maison landaise est un style de construction qui s'inspire de l'ostau (mot gascon signifiant « maison »), habitat traditionnel des Landes de Gascogne, dans le Sud-Ouest de la France. Ce style présente des variantes et il n'existe pas un modèle unique de maison landaise. 

## Présentation
L'ostau  ou oustau (respectivement selon la norme classique de l'occitan ou la norme mistralienne, prononcer [oustàou]) traditionnel était une maison à colombages munie d'un toit à trois pans en « queue de palombe » (coda de paloma). Elle était entièrement construite par le charpentier qui, pour les poutres les plus longues, utilisait le bois des chênes pédonculés de la forêt. Les murs n'étaient que du remplissage de torchis, mélange de paille et d'argile, tenu par les esparrons et ne contribuaient pas à la solidité de la construction. À partir du XIXe siècle, le torchis fut remplacé dans certains secteurs par des briques plates ou de la garluche. Ce mode de construction à charpente totalement auto-portante est généralement rapproché de la charpenterie de marine.
L'ostau était généralement orientée à l’est, tournant le dos aux intempéries :
- l'entrée principale et l'auvent (appelé emban ou estandat), quand il existe, se présentait côté est. On évitait d'orienter sa façade côté sud, d’une part pour avoir le soleil du matin, mais aussi pour se protéger des fortes chaleurs estivales ;
- le côté arrière, orienté à l’ouest, était exposé au mauvais temps venant de l’océan. Il ne présentait généralement ni porte ni fenêtre, au mieux des ouvertures réduites. Le pan arrière du toit descendait très bas pour protéger l’habitat du vent et de la pluie. Autour du bassin d’Arcachon, ce mur aveugle était enduit de goudron, tandis que dans le pays de Born, les maisons présentaient la particularité d’avoir quatre pans.

L'ostau était bâti autour de la salle, pièce centrale dotée d’une cheminée, à l’arrière de laquelle se situait la souillarde. La salle servait parfois de cuisine, elle était aussi la pièce la plus meublée : longue table et bancs pour les repas, peu de chaises, une armoire ou un cabinet, un vaisselier. Les voisins n’accédaient aux chambres, distribuées de part et d’autre de la salle, que pour aider à un accouchement ou veiller un malade ou un mort.

L'ostau abritait plusieurs générations : les aïeux, les fils et leurs épouses, les petits-enfants et les filles non encore mariées, avant qu’elles aillent rejoindre le foyer de leur futur époux. Dans les maisons de métayers pouvaient cohabiter deux familles.

## Organisation
Les maisons à auvent se situaient principalement en Haute Lande et en Albret landais. On y effectuait de menus travaux, recevait les visiteurs ou on s'y reposait les soirs d'été... Signe de prospérité, il était l’apanage des maisons de maître. Lorsque ces derniers, enrichis grâce à l’exploitation forestière, quittèrent l'airial au XIXe siècle pour des maisons plus cossues dans les bourgs, ces maisons passèrent à leurs anciens métayers. Avant cela, la maison des métayers, d’aspect plus modeste, était généralement bâtie perpendiculairement à celle du maître, du côté de la façade. Cette orientation répondait à deux critères :
- le maître pouvait ainsi surveiller ses métayers ;
- la maison du métayer ne pouvait, par respect de l’ordre social, faire face ou tourner le dos à celle de son maître. Il fallait donc qu’elle lui soit perpendiculaire, se trouvant donc moins bien protégée des intempéries.

L'ostau, habitat rustique, était accompagné d'annexes : chai, étables, granges, nécessaires à un mode de vie rural parfois proche de l’autarcie. Ces annexes étaient volontairement disséminées sur la propriété afin d'éviter la propagation des incendies entre les bâtiments de la ferme.
À six ou sept, ces maisons que l’on se transmettait de génération en génération formaient, avec leurs annexes, des quartiers autour de l’airial.
La présence à proximité d'un pin parasol était généralement considérée comme le signe de la propriété, celle d'un figuier ou d'une treille en façade, d'hospitalité.